# آرامگاه آقاسیدابراهیم
بقعه آقاسیدابراهیم مربوط به سدهٔ ۵ و ۶ ه.ق است و در شهرستان سیاهکل، بخش دیلمان، روستای جلیسه واقع شده و این اثر در تاریخ ۱۲ تیر ۱۳۸۴ با شمارهٔ ثبت ۱۲۰۵۵ به‌عنوان یکی از آثار ملی ایران به ثبت رسیده‌است.